# Doupovské hory

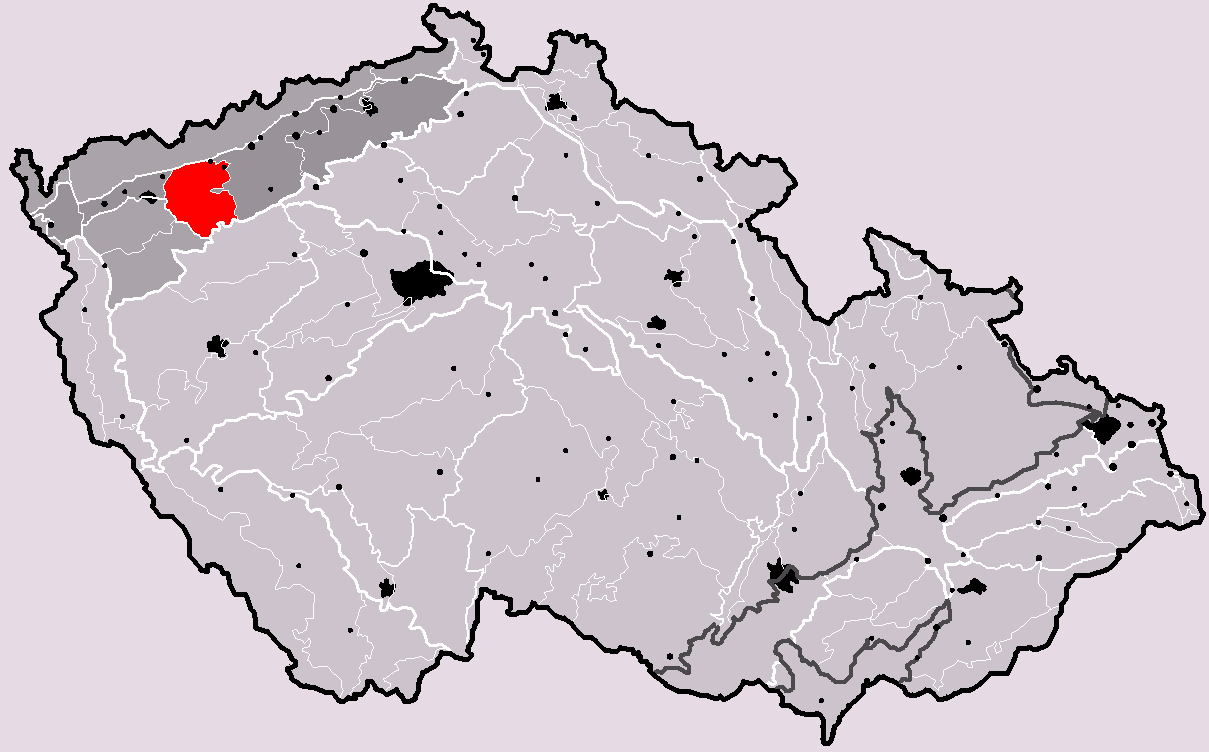
położenie Doupovskich hor w Czechach

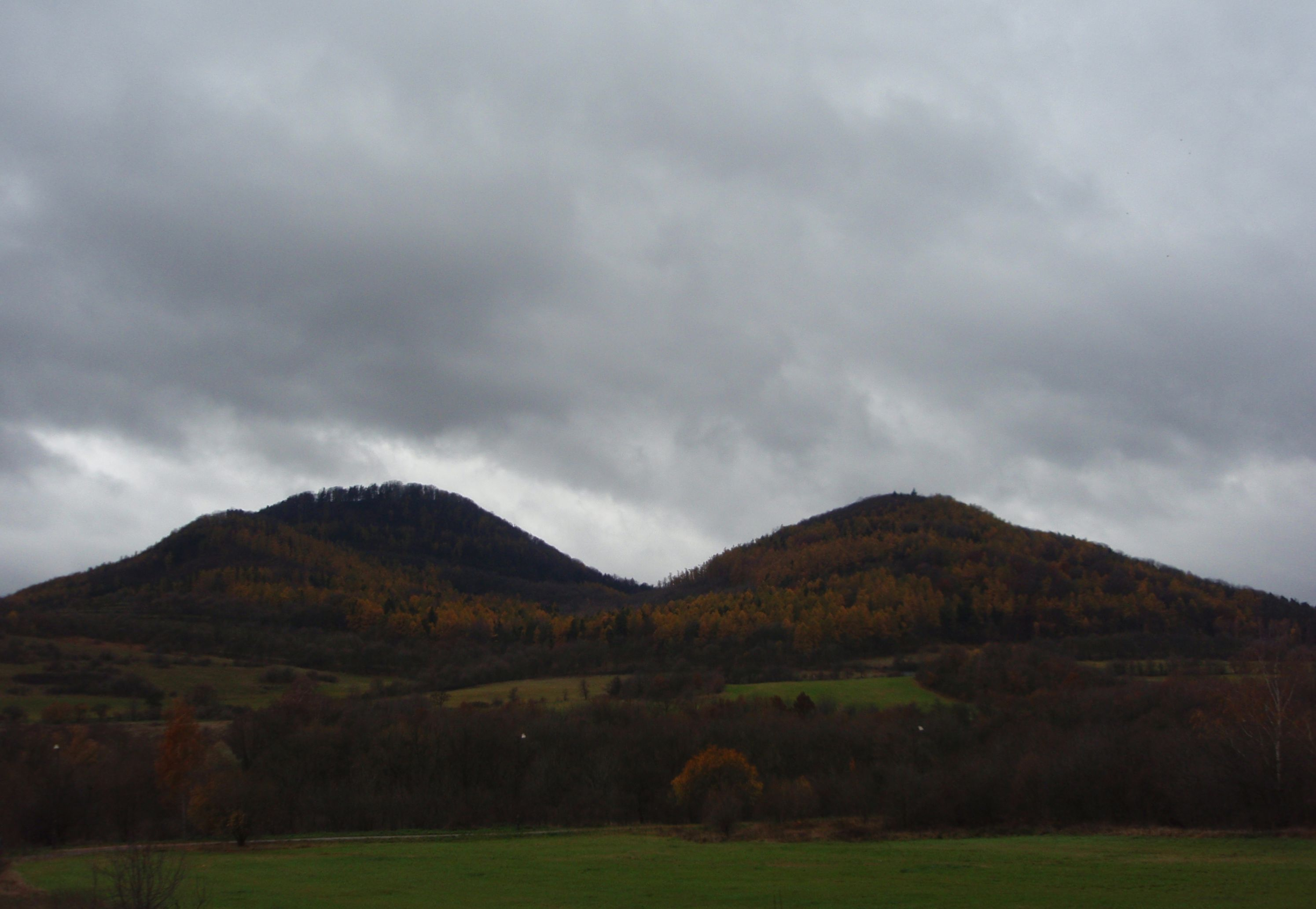
Doupovské hory widziane z Klášterca nad Ohří

Doupovské hory (niem. Duppauer Gebirge) – pasmo górskie w południowej części Krainy Rudaw, na Podgórzu Rudawskim (Krušnohorská oblasť lub Podkrušnohorská oblast) w Czechach.

## Położenie
W większości leżą na prawym brzegu rzeki Ohrzy (czes. Ohře), jedynie niewielki fragment między Ostrovem nad Ohří a Perštejnem sięga na lewy brzeg. Nazwa pochodzi od byłego miasta Doupov.

## Budowa geologiczna
Zbudowane są z trzeciorzędowych skał wulkanicznych – law tefrytowych i leucytytowych oraz ich tufów. Kiedyś był to stratowulkan, obecnie pozostała po nim kaldera, częściowo zniszczona przez erozję. Z tego powodu mają one zarys okręgu. Najwyższe szczyty osiągają 700 do 934 m n.p.m. i otaczają owalną kotlinę, leżącą na wysokości około 550 m n.p.m. Na zewnątrz kaldery znajdują się oddzielne, niższe wzniesienia w kształcie kopców (kopuł), stożków lub gór stołowych ze schodowymi zboczami.
Na szerokich potokach lawowych powstały równiny, na sypkich utworach piroklastycznych wytworzyły się strome zbocza. Wnętrze kaldery odwadnia rzeka Liboc, prawy dopływ Ohrzy, która płynąc na wschód przecina pasmo głębokim przełomem. Wewnątrz kaldery potoki spływają koncentrycznie do środka (m.in. Blšanka i Střela). W części północno-zachodniej znajduje się głęboki przełom Ohrzy.

## Najważniejsze szczyty
- Hradiště (934 m)
- Pustý zámek (928 m)
- Velká Jehličná (828 m)
- Trmovský vrch (744 m)
- Černý vrch (678 m)
- Úhošť (593 m)
- Skytalský vrch (552 m)
- Šumburk (541 m)
- Chlum (539 m)
- Mravenčák (531 m)

## Turystyka
Więcej niż połowę Doupovskich hor zajmuje poligon wojskowy Vojenský újezd Hradiště. Trasy turystyczne wiodą po zewnętrznych częściach pasma.

## Ochrona przyrody
Cały obszar Doupovskich hor jest obszarem specjalnej ochrony ptaków CZ0424125 w ramach programu Natura 2000 o powierzchni 12584,7068 ha.

### Mniejsze formy ochrony
- Narodowy rezerwat przyrody w Czechach (Národní přírodní rezervace): Úhošť
- Rezerwaty przyrody (Přírodní rezervace): Dětanský chlum, Ostrovské rybníky, Sedlec, Vinařský rybník, Valeč
- Pomnik przyrody (Přírodní památka): Čedičová žíla Boč, Mravenčák, Orchidejová louka Černýš, Orchidejová louka pod Himlštejnem, Rašovické skály, Skalky skřítků